# Valentina Misxak
Valentina Grigorievna Misxak (en rus Валентина Григорьевна Мишак; Tiraspol, 16 de gener de 1942) va ser una jugadora de voleibol soviètica que va competir entre 1959 i 1975.
El 1964 va prendre part en els Jocs Olímpics de Tòquio, on guanyà la medalla de plata en la competició de voleibol.
En el seu palmarès també destaca una medalla de plata al Campionat del Món de voleibol de 1962 i dues d'or al Campionat d'Europa, el 1963 i 1967.
A nivell de clubs jugà al Burovestniek Odessa. Guanyà la lliga soviètica de 1961 i la Copa d'Europa de voleibol de 1962.